# Danyal Mirza
Daniyal o Sultan Daniyal (Ajmer, 22 de setembre de 1571-Burhanpur 28 d'abril de 1605) fou el fill més jove de l'emperador mogol Akbar i el seu preferit. El 1599 fou nomenat governador militar del Dècan i va conquerir Ahmednagar (1601) rebent del seu pare la província de Khandesh en feu, província que va rebatejar Dandesh (Dan per Daniyal). Va morir de delirium tremens el 1605.